# Kapkan
Kapkan (łac. capcanus) – tytuł książęcy u Awarów pod koniec istnienia państwa awarskiego.
Źródła frankońskie podają wiadomość o tym, że w 805 roku stanął przed Karolem Wielkim kapkan awarski Teodor. Z uwagi na to, że posługiwał się chrześcijańskim imieniem Teodor przyjmuje się, że był ochrzczony. Po stłumieniu przez Franków ostatniego powstania awarskiego w 803 roku, państwo awarskie dogorywało. Teodor prosił o zgodę na osiedlenie swego ludu na ziemiach Franków pomiędzy Sabarią a Carnuntum (w przybliżeniu pomiędzy Steinamanger a Dunajem), ponieważ na swoich ziemiach nie mogą wytrzymać „propter infestationem Slavorum” („z powodu niepokojów ze strony Słowian”). Kapkan zmarł wkrótce po powrocie. O realizacji jego prośby kroniki milczą, z analizy źródeł archeologicznych wydaje się jednak wynikać, że została spełniona.